# Nemophora zheduoshana
Nemophora zheduoshana (лат.) — вид длинноусых молей рода Nemophora (Adelidae). Китай: Сычуань (Zheduoshan, на высоте 4200 м).

## Описание
Этот вид очень похож на N. sichuana по рисунку передних крыльев, но может отличаться от него следующими признаками: центральная фасция слегка прервана посередине; субапикальное пятно неподвижно; брюшко равномерно тёмно-коричневое до чёрного; глаза относительно крупнее, индекс размера глаз около 0,78; вальва широко разделена вентрально; саккулюс лишь слегка вздут в базальной части. Губной щупик 3-сегментный, короткий или средней длины, с густыми приподнятыми волосками. Максиллярный щупик рудиментарный. Голени передних ног имеют апикальные эпифизы; задние голени покрыты густыми волосками. Этот вид является эндемиком провинции Сычуань. Является представителем видовой группы Nemophora sichuana species group. По сравнению с другими представителями группы видов sichuana этот вид встречается в горной местности с высотой около 4200 м.